# Kap Blake
Kap Blake ist ein felsiges Kap an der ostantarktischen Georg-V.-Küste. Es gehört zu den Organ Pipe Cliffs und liegt 6 km westlich des Kap Wild.
Entdeckt wurde das Kap bei der Australasiatischen Antarktisexpedition (1911–1914) unter der Leitung des australischen Polarforschers Douglas Mawson. Dieser benannte es nach Leslie Russell Blake (1890–1918), der als Geologe und Kartograf der auf der Macquarieinsel tätigen Mannschaft bei dieser Forschungsreise angehörte.